# Vasile Milea
Vasile Milea est un homme politique et général roumain né le 1er janvier 1927 à Lerești (comté de Muscel) et mort le 22 décembre 1989 à Bucarest. Il a notamment été chef d'état-major de l'armée roumaine de 1980 à 1985 puis ministre de la Défense de 1985 à sa mort en 1989.

## Biographie

### Jeunesse et éducation militaire
Vasile Milea naît le 1er janvier 1927 dans la commune de Lerești, qui faisait alors partie du comté de Muscel. Après avoir terminé ses études secondaires au lycée Mihai I, il travaille pendant un certain temps en tant que professeur suppléant. En 1946, il est élu vice-président de la branche jeunesse du Parti national paysan dans sa commune de Lerești.
Il suit une formation à l'École militaire roumaine des officiers d'infanterie entre 1947 et 1949, d'où il sort diplômé avec une mention "bien". Il rejoint ensuite la Faculté des chars, blindés et motorisés au sein de l'Académie générale militaire de Bucarest, où il est le major de sa promotion (1950-1952). Par la suite, il suit également une formation dans l'enseignement supérieur entre octobre 1963 et septembre 1964.
Diplômé de l'École des officiers, il est promu au grade de sous-lieutenant en mai 1949, puis à celui de lieutenant en décembre de la même année. Il est le commandant d'un bataillon dans la 9e brigade blindée entre 1949 et 1950.
Il fréquente l'Académie militaire roumaine pendant deux années, ce qui lui permet d'être promu aux grades de lieutenant-major en juin 1952 puis de capitaine en décembre. Il est nommé commandant adjoint des forces blindées et motorisées du 38e corps d'armée en septembre 1952.
Vasile Milea connaît donc une ascension rapide au sein de l'armée roumaine, puis est successivement nommé aux postes de chef de la Section de préparation au combat de la 2e région militaire en 1953, commandant du 18e régiment de chars et de véhicules armés de 1953 à 1956, chef (1956-1957) puis commandant de la 9e division motorisée "Mărășești" (1957-1958), et enfin chef adjoint de la section d'entraînement au combat de la 2e région militaire de février 1958 à octobre 1959. Il monte également de grade pendant cette période, étant successivement promu major en août 1954 puis lieutenant-colonel en novembre 1956.

### Relations avec le Parti communiste roumain
Le 16 février 1955, alors qu'il est major dans l'armée roumaine, Vasile Milea dépose une demande auprès de la direction de sa base militaire UM 04326 située à Basarabi afin de devenir membre du Parti communiste roumain (PCR), car "en étudiant les décisions du PCR, [...] [il a] pris conscience des objectifs et du grand dessein qu'il vise à accomplir dans notre Patrie...". Milea a déclaré le 20 juillet 1955 qu'il ressentait de la haine envers la bourgeoisie et les propriétaires terriens, car dans son adolescence, il travaillait avec sa famille comme ouvrier forestier au service d'un propriétaire terrien à Câmpulung. "Quand je travaillais avec ma famille dans les bois chez ce propriétaire, j'ai été témoin d'une série d'arnaques qu'il faisait avec les ouvriers. Cela m'a fait le détester encore plus". Vasile Milea n'est admis comme membre du PCR que le 20 septembre 1957.
À la suite d'un contrôle fiscal, une fraude de plus de 700 000 leu a été mise au jour, ce qui a conduit le lieutenant-colonel Milea à être démis du commandement de la 9e division motorisée "Mărășești". Il était accusé de défaillance dans la gestion (du parc automobile, du carburant, du gaz), de fraude (dépassement des normes kilométriques), mais aussi d'avoir ordonné à ses subordonnés de voler de l'outillage sur des chantiers de construction. Milea s'est défendu en décembre 1958, affirmant qu'il avait ordonné la levée d'une certaine somme d'argent afin de paver la cour intérieure de l'unité, "étant convaincu que tout cela contribuerait à élever le niveau de préparation au combat des unités".
Il a également été accusé d'avoir eu un comportement agressif envers ses subordonnés, ainsi que d'avoir critiqué le travail de l'administration. À la suite de déclarations faites par certains officiers contre lui, il est expulsé du PCR le 30 juillet 1958.
Il est muté au commandement des unités militaires à l'École militaire, d'abord comme éducateur adjoint d'octobre 1959 à novembre 1960, puis comme commandant de l'École supérieure des officiers de chars et motorisés de Pitești de novembre 1960 à septembre 1964. Vasile Milea multiplie les efforts pour retourner dans le PCR, tendant de « liquider les déficiences avérées ». Par une décision du 6 octobre 1960 de la Commission du parti rattachée à la Direction politique supérieure de l'armée, cette sanction a été levée, ce qui lui a permis de "réintégrer  le parti, en outre-passant son ancienneté dans le parti". De nouveau membre du parti, il est promu au grade de colonel le 30 décembre 1962.
D'après le général Constantin Olteanu (ro), Nicolae Ceaușescu "avait développé une dette importante (pas envers Milea) à partir de 1962, comme Vasile me le confia plus tard. [Vasile] était le commandant de l'école militaire des officiers de chars à Pitesti, et Ceaușescu est venu le voir quand le soulèvement de la région d'Argeș s'est produit vers Slatina. Il a convoqué Milea au Comité régional, puis ils ont sorti les chars, remplis de munitions, et bien qu'ils n'aient pas tiré sur eux, les paysans ont pris la fuite en voyant ce déploiement de force. Milea et Ceauseșcu sont donc liés depuis".

### Transition vers la politique roumaine
Promu au grade de général de division en août 1964, Vasile Milea est successivement commandant de la 6e division blindée de septembre 1964 à juin 1965, chef d'état-major de juin 1965 à juillet 1969, commandant de la 3e armée basée à Cluj-Napoca du 8 juillet 1969 au 5 juin 1973, chef d'état-major des Gardes patriotiques de juin 1973 à juin 1978, puis commandant de la 2e armée basée à Bucarest du 5 juin 1978 au 31 mars 1980 et de la 1re armée du 6 au 17 avril 1980. Durant cette période, il est promu aux grades de lieutenant général le 23 août 1969 et de colonel général en mai 1977.
En parallèle de son activité militaire, Milea s'est également intéressé à la politique roumaine, devenant membre du Conseil national du Front d'unité socialiste en 1974, député de Iași à la Grande Assemblée nationale en 1975 et président de la commission aux questions militaires de la Grande Assemblée nationale en 1977. En 1974, il est élu membre suppléant du secrétariat général du PCR, puis membre titulaire en 1979.
Le 31 mars 1980, le colonel général Vasile Milea est nommé premier vice-ministre et chef d'état-major de l'armée roumaine. Après l'élection du général Constantin Olteanu à la mairie de Bucarest, Vasile Milea est  nommé ministre de la Défense nationale le 16 décembre 1985. C'est à travers ce rôle qu'il ordonne la répression de la révolution roumaine de décembre 1989.
D'après le compte rendu de la réunion du Comité politique exécutif (CPEx) du PCR du 17 décembre, Nicolae Ceaușescu a accusé Vasile Milea, Tudor Postelnicu (ro) et Iulian Vlad (ro) de trahison, de lâcheté de et désobéissance aux ordres : "Qu'ont fait vos officiers, Milea, pourquoi ne sont-ils pas intervenus immédiatement, pourquoi n'ont-ils pas tiré ? Ils auraient dû leur tirer dans les pieds", ce à quoi le général Milea a répondu : "Je ne leur ai pas donné assez de munitions." Ceaușescu lui répond : "Vous avez trahi les intérêts du pays, les intérêts du peuple, du socialisme et que vous n'avez pas agi de manière responsable. Savez-vous ce que je devrais vous faire ? Vous mettre devant un peloton d'exécution. C'est ce que vous méritez, parce que ce que vous avez fait, c'est conclure un pacte avec l'ennemi !".
Dans la nuit du 21 au 22 décembre 1989, Vasile ordonne personnellement la tenue d'actions militaires pour réprimer les manifestations dans le quartier de la place de l'Université et de l'Hôtel intercontinental.
Le matin du 22 décembre 1989, vers 9h30, alors que la réussite de la révolution populaire semble de plus en plus évidente, et après avoir discuté avec Nicolae Ceaușescu autour de 8h00, Vasile Milea s'est donné la mort au siège du secrétariat général du PCR (d'après les informations officielles), se tirant une balle dans la région du cœur avec un pistolet. Le décès est constaté par les médecins vers 14 heures à l'hôpital Elias. Comme l'affirme le colonel Corneliu Pârcălăbescu (ro), "Quand je suis entré dans le bureau, le général Milea m'a dit : "J'ai reçu l'ordre de Nicolae Ceaușescu de tirer sur le peuple. L'ordre de tirer. Je veux rester seul pour passer quelques appels téléphoniques, après quoi je descends rejoindre les troupes. Dites à Vătămănescu d'être présent"".
Sa mort est perçue par Ceaușescu comme un énième acte de "traîtrise". Le dernier ordre donné par Milea est de défendre Ceaușescu et de réprimer les révolutionnaires. A 10h45, les stations de radio et chaînes de télévision diffusent la déclaration suivante : "Nous vous informons que le ministre des Forces armées a agi comme un traître, contre l'indépendance et la souveraineté de la Roumanie et, s'étant rendu compte qu'il avait été découvert, il s'est suicidé".
Vasile Milea est promu à titre posthume au grade de général (avec 4 étoiles) par le décret n°16 du président du Conseil du Front du Salut National, Ion Iliescu, le 28 décembre 1989.
Le général Vasile Milea est enterré avec les honneurs militaires le 30 décembre 1989 d'après ses dernières volontés dans le cimetière de l'église de sa commune natale de Lerești. Ses funérailles se sont déroulées en présence d'un grand nombre de soldats et de généraux. Son cœur fut placé dans un pot de formol et placé dans la crypte.

### Théories autour de la mort de Vasile Milea
Le 30 mars 2004, le parquet de la Haute cour de cassation et de Justice a ouvert une information judiciaire afin d'établir les véritables circonstances dans lesquelles le général Milea est décédé. Cela fait suite à la publications d'informations dans la presse qui contestaient la version officielle de sa mort. Le parquet a réinterrogé les témoins de l'époque et pris en compte de nouveaux élements.
Le 12 mai 2005, sa dépouille a été exhumée afin de déterminer la trajectoire de la balle qui a tué le général, afin de savoir s'il s'est tué ou s'il a été tué.
L'autopsie n'a rien révélé de concluant. Comme l'a déclaré le directeur de l'Institut national de médecine légale, le professeur Dan Dermengiu, "Le cadavre était réduit à l'état de squelette. Nous avons prélevé des échantillons d'os pour mener des examens histopathologiques et médico-légaux. De ce que nous avons vu jusqu'à présent, rien de nouveau n'apparaît par rapport à l'expertise de 1989. Plus précisément, les descriptions faites au moment du décès correspondent à ce que nous avons trouvé aujourd'hui. La balle n'a pas traversé la côte, elle l'a éraflée". Le pot dans lequel était conservé le cœur de Vasile Milea a également été analysé. "Le pot était fissuré, ce qui a causé le pourrissement du cœur. Cependant, des échantillons ont pu en être prélevés afin de finaliser l'enquête".
En décembre 2018, dans une interview accordée au journaliste de Realitatea Cristian Otopeanu, l'ancien procureur militaire Dan Voinea (ro), qui s'était occupé du dossier judiciaire de la révolution, a exprimé sa conviction que Vasile Milea avait été abattu le 22 décembre 1989. Il a notamment déclaré que les soupçons des enquêteurs concernant l'assassin potentiel étaient dirigés vers Corneliu Pârcălăbescu (ro), le chef des Gardes Patriotiques, précisant que Milea avait été transporté à l'hôpital Elias, mais qu'il n'avait pas reçu l'assistance nécessaire sur ordre de Victor Stănculescu.

## Postérité
Vasilea Milea a été déclaré héros de la Révolution roumaine et, en sa mémoire, plusieurs rues et boulevards du pays portent son nom. En 2021, à la suite d'un projet du Conseil général de la capitale, le boulevard Général Vasile Milea à Bucarest a été renommé.

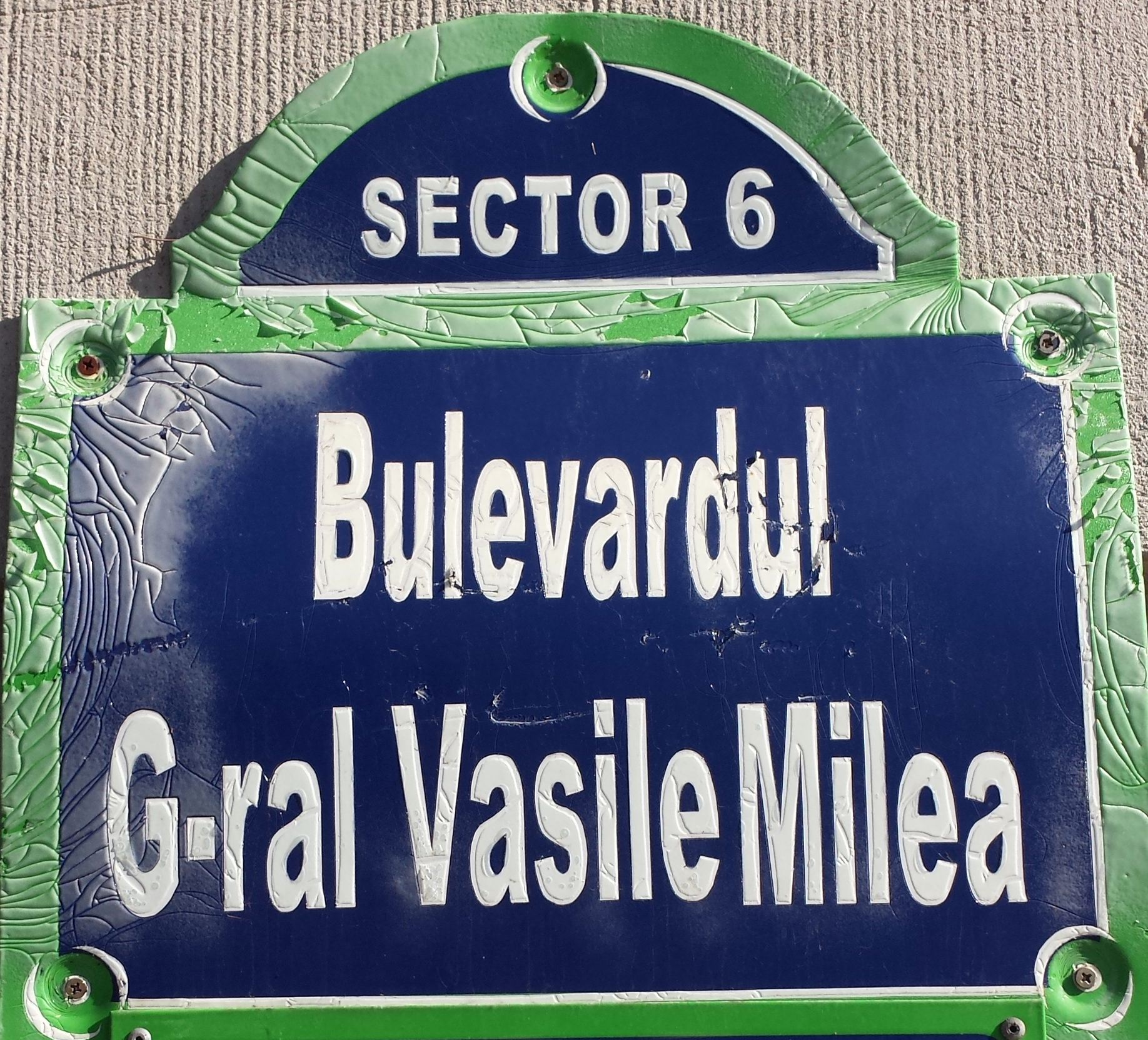
Boulevard Général Vasile Milea, Bucarest, Secteur 6

Vasile Milea reçoit l'Ordre du 23 août (ro) de troisième classe en 1971 pour « mérites particuliers dans l'œuvre de construction du socialisme, à l'occasion du 50e anniversaire de la création du Parti communiste roumain ».

## Publications
- Concepția politico-militară a tovarășului Nicolae Ceaușescu privind apărarea independenței patriei noastre socialiste (éditions Militară, 1983) - co-auteur

## Citations
« La formation de l’armée dépend en effet de la formation des commandements. Par conséquent, l’officier d’état-major doit retenir l’attention de tous les commandants. »

— Vasile Milea